# Herbert Junghanns (Mediziner)
Herbert Junghanns (* 15. November 1902 in Zwickau; † 24. Februar 1986 in Frankfurt am Main) war ein deutscher Chirurg und Sanitätsoffizier. Zu seinen Schwerpunkten zählte die Wirbelsäulenchirurgie.

## Leben
Junghanns trat zum 1. Mai 1933 der NSDAP bei (Mitgliedsnummer 2.532.362), er schloss sich auch der SA und dem Nationalsozialistischen Deutschen Ärztebund an. Ab 1937 war er beratender Chirurg im Wehrkreis IX. Seit 1941 war er außerplanmäßiger Professor am Universitätsklinikum Frankfurt am Main, wo er Oberarzt der chirurgischen Universitätsklinik war. 1944 war er zusätzlich Arzt im Waldkrankenhaus Köppern, einem psychiatrischen Ausweichkrankenhaus der Aktion Brandt, die unter dem Deckmantel der Räumung von psychiatrischen Anstalten zur Umwandlung in Lazarette die Aktion T4 weiterbetrieb.
Nach dem Ende des Zweiten Weltkriegs arbeitete Junghanns von 1945 bis 1962 am evangelischen Krankenhaus Oldenburg. Als langjähriger Generalsekretär der Deutschen Gesellschaft für Chirurgie setzte er sich insbesondere für die anforderungsgerechte Struktur der chirurgischen Ausbildung ein und war für die Einführung des Teilgebiets „Unfallchirurgie“ mitverantwortlich. Nachdem er 1961 Präsident der Deutschen Gesellschaft für Chirurgie geworden war, wurde er 1962 Chefarzt der  Berufsgenossenschaftlichen Unfallklinik Frankfurt am Main. Im November 1962 gründeten dort auf seinen Aufruf hin 16 wissenschaftliche Medizinische Fachgesellschaften die Arbeitsgemeinschaft der Wissenschaftlichen Medizinischen Fachgesellschaften (AWMF), welcher er für sieben Jahre vorstand.
Ab 1965 war Junghanns Herausgeber der Buchreihe Die Wirbelsäule in Forschung und Praxis. In Band 100 dieser Reihe fasste er die wesentlichen wissenschaftlichen Ergebnisse gebündelt zusammen. Hierbei kam es zu engen Kooperationen mit Vertretern der Manuellen Medizin im In- und Ausland.

## Wissenschaftlicher Beitrag
Junghanns war Erstbeschreiber des Bewegungssegmentes der Wirbelsäule nach Junghanns und verfasste gemeinsam mit seinem akademischen Lehrer und Mentor Georg Schmorl das Lehrbuch „Die gesunde und kranke Wirbelsäule in Röntgenbild und Klinik“, das als Standardwerk galt.

## Ehrungen
- Kriegsverdienstkreuz mit Schwertern[5]
- Präsident der Deutschen Gesellschaft für Chirurgie (1961)[2]
- Bundesverdienstkreuz 1. Klasse (1971)
- Großes Bundesverdienstkreuz (1977)
- Ehrendoktorwürde der Johann Wolfgang Goethe-Universität Frankfurt am Main[2]
- Ehrenplakette der Stadt Frankfurt am Main (1970)
- Ernst-von-Bergmann-Plakette[1][2]

## Schriften
- Anzeigen zur chirurgischen Behandlung bei inneren Erkrankungen. Leitfaden für Studenten und praktische Ärzte. Mit einem Geleitwort von Victor Schmieden. Gustav Fischer, Jena 1943.
- mit Georg Schmorl (†): Die gesunde und die kranke Wirbelsäule in Röntgenbild und Klinik. 4. Auflage. Georg Thieme Verlag, Stuttgart 1957; Neuauflage ebenda 1983, ISBN 978-3-13-397805-7.